# Cerovec pod Bočem
Cerovec pod Bočem este o localitate din comuna Rogaška Slatina, Slovenia, cu o populație de 320 de locuitori.